# 208-я стрелковая дивизия (1-го формирования)
208-я стрелковая дивизия (1-го формирования) — воинское соединение РККА, принимавшее участие в Великой Отечественной войне.
Сокращённое наименование — 208 сд

## История формирования
Сформирована Приморском крае (п. Славянка) из остатков дивизий, созданных в других военных округах и фронтах в октябре-ноябре 1941 года (Постановление ГКО № 728 от 03.10.41). Вошла в состав 25-й армии Дальневосточного фронта. 30 июля 1942 года отправлена на сталинградское направление.

## Участие в боевых действиях
Период вхождения в действующую армию: 30 июля 1942 года — 28 ноября 1942 года.

### Действия под Сталинградом
1 августа 4-я танковая армия вермахта начала продвижение к Сталинграду с юга. Немцам удалось потеснить части 51-й армии. Ставка решила закрыть брешь свежими сибирскими частями, в частности силами 208-й дивизии.
Дивизия перевозилась с Дальнего Востока шестью эшелонами с предполагаемой разгрузкой на ст Котельниково. (Приволжская ЖД). Однако к моменту прибытия первого эшелона станция была занята передовым отрядом 29-й моторизованной дивизии. Эшелон был расстрелян на разгрузке. Остальные эшелоны были уничтожены подоспевшей авиацией. В результате дивизия потеряла до половины личного состава и большое количество вооружений. Остатки дивизии отошли в район ст. Абганерово и в дальнейшем приняли участие в боях у разъезда 74-й км.

## Состав
- 435-й стрелковый полк
- 578-й стрелковый полк
- 760-й стрелковый полк
- 662-й артиллерийский полк
- 36-й отдельный истребительно-противотанковый дивизион
- 376-й отдельный сапёрный батальон
- 594-й отдельный батальон связи (98-я отдельная рота связи)
- 516-й автотранспортный батальон
- 367-й отдельный медико-санитарный батальон
- 277-я отдельная разведывательная рота
- 196-я отдельная рота химической защиты[2]
- 168-я зенитная батарея
- 835-й дивизионный ветеринарный лазарет
- 358-й полевой хлебозавод
- 1489-я полевая почтовая станция
- 923-я полевая касса Государственного банка[1]

## Командование дивизии

### Командиры дивизии
- Михайлов, Александр Михайлович (01.01.1942 — 01.02.1942), полковник;
- Иванов, Семён Акимович (02.02.1942 — 01.05.1942), полковник;
- Воскобойников, Константин Михайлович (02.05.1942 — 15.08.1942), полковник (пропал без вести)[3];
- Никитин, Дмитрий Васильевич (16.08.1942 — 29.08.1942), майор (ВРИД)

### Заместители командира дивизии по строевой части
- Никитин Дмитрий Васильевич (1942 — 29.08.1942), майор (попал в плен)

### Военные комиссары (с 9.10.1942 заместители командира дивизии по политической части)
- Малафеев Михаил Васильевич (10.01.1942 — 25.08.1942), старший батальонный комиссар;
- Кузьмин Пётр Григорьевич (05.09.1942 — 28.11.1942), полковой комиссар[4]

### Начальники штаба дивизии
- Малявин Борис Ананьевич (1942 — 09.1942), полковник